# Anna Hübler
Anna „Annie“ Hübler (* 2. Januar 1885 in München; † 5. Juli 1976 ebenda) war eine deutsche Eiskunstläuferin, die im Paarlauf startete.

## Leben
Anna Hübler wurde am 29. Oktober 1908 die erste deutsche Olympiasiegerin überhaupt. Kurz zuvor hatte bereits Elsa Rendschmidt als erste deutsche Frau eine Olympiamedaille errungen. Hübler startete für den Münchener EV.
Ihre größten Erfolge feierte Hübler als Paarläuferin zusammen mit Heinrich Burger. Bei den Olympischen Spielen 1908 in London gewann das Paar die erstmals im olympischen Programm befindliche Konkurrenz im Eiskunstlauf für Paare. Im selben Jahr und erneut 1910 wurden Burger und Hübler auch die ersten Paarlauf-Weltmeister der Geschichte. Europameisterschaften für Paare wurden erst 1930 eingeführt.
Nach ihrer Eiskunstlaufkarriere absolvierte Hübler ab 1913 in München eine Ausbildung zur Schauspielerin und Sopranistin. Sie arbeitete anschließend als Soubrette und Schauspielerin am Stadttheater Bremen und an den Münchner Kammerspielen.
1918 heiratete sie den Kaufhausbesitzer Ernst Horn und wirkte an der Leitung des Kaufhauses am Stachus mit. Nach dem Zweiten Weltkrieg war sie entscheidend am Wiederaufbau von zwei Kaufhäusern beteiligt.

## Ehrungen

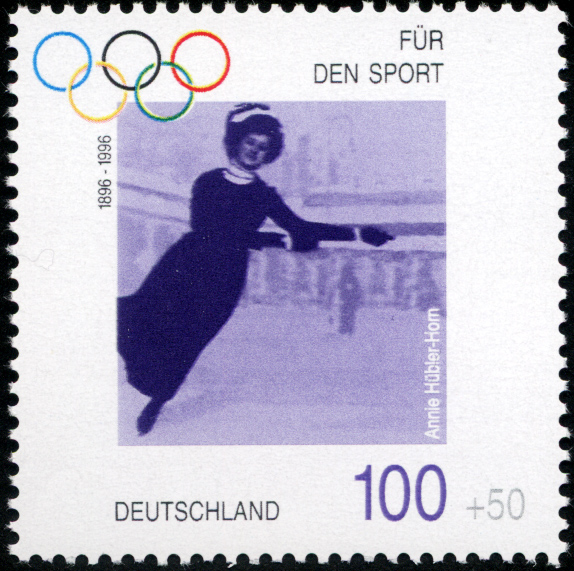
Annie Hübler-Horn auf einer Briefmarke der Deutschen Bundespost 1996

- 1969: Verdienstkreuz 1. Klasse der Bundesrepublik Deutschland

## Ergebnisse

### Paarlauf
(mit Heinrich Burger)
| Wettbewerb / Jahr        | 1907 | 1908 | 1909 | 1910 |
| ------------------------ | ---- | ---- | ---- | ---- |
| Olympische Spiele        |      | 1.   |      |      |
| Weltmeisterschaften      |      | 1.   |      | 1.   |
| Deutsche Meisterschaften | 1.   |      | 1.   |      |